# 茶弼沙
茶弼沙国，根据中国学者廖大珂的考证，是阿拉伯语Djabulsa，或Djabirso、Djaborso之译音，意为日落之城，位于阿拉伯的西方，即欧洲。。
“茶弼沙国”在中国古籍中的记载最早出现在南宋赵汝适的《诸蕃志》一书中，“茶弼沙國，城方一千餘里。王著戰袍，縛金帶，頂金冠，穿皂靴，婦人著眞珠杉。土產金寶極多。人民住屋有七層，每一層乃一家。其國光明，係太陽沒入之地，至晚日入，其聲極震，洪於雷霆，每於城門用千人吹角嗚鑼擊鼓，雜混日聲，不然則孕婦及小兒聞日聲驚死。”